# Balqa'
La Balqāʾ (in arabo ﺑﻠﻘﺎء ‎?) è il nome arabo della regione transgiordanica che nella Bibbia viene spesso indicato come "Paese di Moab", in cui attualmente si trova ʿAmmān, la capitale del "Regno Hascemita del Giordano" (normalmente conosciuto come Giordania).

## Conquista araba
Gli Arabi musulmani conquistarono la zona fin dalla prima campagna militare in Siria, voluta dal Califfo ʿOmar ibn al-Khaṭṭāb. Il comandante di uno dei tre corpi di spedizione, Yazid ibn Abi Sufyan, la sottomise infatti dopo la caduta (si discute se a condizione o per espugnazione,) di Damasco e la resa a  condizione di ʿAmmān.
L'area fu notevolmente arricchita in età omayyade da costruzioni nuove, da restauri e da adattamenti di precedenti strutture palaziali (ghassanidi o bizantine, che sono note come "castelli omayyadi": terme o residenze califfali di lusso e di piacere.